# Erhard Wedel Jarlsberg
Erhard Frederik baron Wedel Jarlsberg (26. november 1668 – 24. juli 1740 på Evenburg) var en dansk-norsk officer og kommanderende general i Norge, bror til Georg Ernst Wedel Jarlsberg og far til Erhard Wedel-Friis.
Han var søn af dansk feltmarskal, kommanderende general i Norge m.m. grev Gustav Wilhelm Wedel til grevskabet Jarlsberg (1641-1717) og rigsfriherreinde Marie von Ehrentreiter (1633-1702). Han blev opkaldt efter sin morfader, Erhard friherre von Ehrentreiter, og arvede ved faderens død de godser i Østfrisland, som denne havde fået med sin hustru, stamhuset Evenburg og det adelige gods Nesse. Han stod en tid i fransk krigstjeneste, blev derpå 1693 ansat i den danske hær som oberst og chef for oldenborgske bataljon og deltog ved det danske korps i kejserlig tjeneste i et par felttog i Ungarn. 1699 blev han, med bibehold af kommandoen over oldenborgske bataljon, kommandant i fæstningen Oldenburg og fik, da faderen samtidig afrejste til Norge som kommanderende general, den militære overkommando i grevskaberne Oldenborg og Delmenhorst. Denne kommando blev både vanskelig og ansvarsfuld under krigen 1700 på grund af disse landsdeles isolerede beliggenhed og lidet krigerske befolkning. 1701 blev Wedel Jarlsberg chef for Dronningens Livregiment, 1703 brigader og var det følgende år med ved gennemførelsen af en landmilitsordning for grevskaberne. 1707 afgav han kommandoen over Dronningens Livregiment og er formentlig ved denne tid trådt ind ved det danske korps i kejserlig tjeneste, ved hvilket han fra 1708 stod som generalmajor og næstkommanderende, indtil det i 1709 kom hjem. Han var da så medtagen af strabadserne i det ungarske felttog, at han straks ikke kunne gøre aktiv tjeneste, men fik dog overkommandoen i Oldenborg og Delmenhorst, hvilke Lande imidlertid foreløbig ikke blev indviklede i nogen kamp. 1711 blev han generalløjtnant, 1712 deltog han i erobringen af Stade og blev Ridder af Dannebrog, 1715 deltog han i belejringen af Stralsund, blev 1716 general, gehejmeråd og kommanderende general i Norge. Under Carl XII's indfald her dette år var han dog fraværende, da han først tiltrådte sin stilling i februar 1717. Han søgte her at bringe orden i udbetalingsforholdene til hæren og at sætte landet, specielt fæstningerne, i ordentlig forsvarsstand. Han mødte imidlertid passiv modstand på de fleste hold og gik da hurtig træt, så han allerede 30. maj 1718 efter ansøgning erholdt sin afsked fra krigstjenesten. Han trak sig tilbage til sit slot Evenburg, hvor han døde 24. juli 1740 efter i over 20 år at have levet som privatmand.
Wedel Jarlsberg havde 21. oktober 1703 ægtet Maria Juliane grevinde Freydag til Gödens (16. februar 1684 i Wels i Østrig - 2. oktober 1727 på Evenburg), datter af kejserlig kæmmerer, rigshofråd Franz Heinrich grev Freydag von Gödens (død 1694) og Sophie Elisabeth komtesse von Aldenburg (1661-1730).
Han er bisat i Lambertikirche i Oldenburg. 
Han er gengivet i et portrætmaleri (Jarlsberg; Oslo Militære Samfund), kopi af J. Kaimeyer.